# Lauderhill, Florida
Muffhill nằm ở 26 ° 9′56 ″ N 80 ° 13′57 W (26.165679, -80,232589) ở phía bắc trung tâm quận Broward.
Thành phố giáp các đô thị sau:Ở phía bắc và đông bắc của nó:Tam thất, Florida:Ở phía đông bắc của nó:Hồ Lauderdale, Florida:Về phía đông của nó:Pháo đài Lauderdale, Florida Ở phía nam của nó:Đồn điền, Florida Ở phía tây nam và phía tây của nó:Bình minh, Florida Theo Cục điều tra dân số Hoa Kỳ, thành phố có tổng diện tích 8,6 dặm vuông (22,2 km 2), trong đó 8,5 dặm vuông (22,1 km 2) là đất và 0,04 dặm vuông (0,1 km 2) được dưới nước (0,37%). [6]